# قرطاج أميلكار
قرطاج أَمِيلْكَار أحد أحياء مدينة قرطاج في تونس.